# Хайліс Гедаль Абрамович
Гедаль Абрамович Ха́йліс (1928, Сороки, Румунія — 2020) — радянський та український вчений в галузі сільськогосподарського машинобудування, професор, доктор технічних наук. Заслужений діяч науки і техніки України (2006).

## Біографія
Народився в 1928 році в Сороках, в сім'ї бондаря Аврума Замвелевича Хайліса (1890—1968), уродженця Оргіїва, учасника Першої світової війни, і Сури Лейбовни Хайліс (уродженої Літинської, 1900—1976), родом із Сорок. На початку Другої світової війни з батьками і двома братами евакуювався в Шимкент Чимкент, де освоїв слюсарну справу, закінчив курси комбайнерів і працював на зернозбиральному комбайні. Після повернення з евакуації до Сороки вступив до технікуму механізації сільського господарства, водночас закінчивши курс навчання у середній школі. Закінчив Московський інститут механізації та електрифікації сільського господарства в 1953 році. Працював інженером машиновипробувальної станції (МІС) в Торжку.
З 1957 — старший науковий співробітник Всесоюзного науково-дослідного інституту льону (ВНДІЛ) в Торжці. У 1959 році захистив дисертацію на здобуття наукового ступеня кандидата технічних наук на тему «Дослідження перекочування ведених коліс сільськогосподарських машин». Працював над запуском у серійне виробництво льонокомбайнів ЛК-4М, ЛК-4Т, ЛКВ-4Т, ЛК-4А, «Русь».
З 1962 року був першим завідувачем кафедри теоретичної механіки та графіки («опір матеріалів, теоретична механіка та креслення»), доцентом і професором Великолуцького сільськогосподарського інституту. Потім протягом двадцяти років працював у Луцькому національному технічному університеті (Луцькому індустріальному інституті), професор кафедри сільськогосподарського машинобудування і проректор.
Докторську дисертацію на тему «Дослідження процесів смикання та в'язки стебел у льнозбиральних машинах» захистив у 1974 році (першу дисертацію «Основи теорії та розрахунку льнозбиральних машин» було захищено у 1967 році, але не було схвалено ВАКК). Провідний науковий співробітник Українського науково-дослідного інституту прогнозування та випробування техніки та технологій для сільськогосподарського виробництва імені Леоніда Погорілого (УкрНДІПІТ). В останні роки професор Уманського національного університету садівництва.
Основні наукові праці присвячені питанням теорії та розрахунку сільськогосподарських машин, особливо льнозбиральної техніки, а також дослідженню механічних властивостей рослинних матеріалів. Автор низки монографій, підручників, авторських свідоцтв та патентів на винаходи, наукових праць.

## Сім'я
- Син — Олександр Гедольович Хайліс (нар. 1959), інженер-економіст, засновник рекламного агентства в Москві. Дочка Інна (нар. 1957).
- Племінниця[5] — Лілія Мойшевна Хайліс (нар. 1952), прозаїк і поет, учасник бардівського руху в США[6].

## Монографії
- Г. А. Хайліс. Комплексна механізація посіву льону. Калинин: Книжкове видавництво, 1961. — 40 с.
- Г. А. Хайліс. Елементи теорії та розрахунку льнозбиральних машин. М.: Машгіз, 1963. — 151 с.
- Г. А. Хайліс. Теорія та розрахунок льнозбиральних машин. Серія «Праці Великолуцького сільгоспінституту». Елгава, 1973. — 332 с.
- Льонозбиральні машини / Г. А. Хайліс, Н. Н. Биков, В. Н. Бухаркін. М.: Машинобудування, 1985. — 231 с.
- Г. А. Хайліс. Розрахунок робочих органів ґрунтообробних машин. Київ: УМКВО, 1990. — 81 с.
- Розрахунок робочих органів збиральних машин / Г. А. Хайліс, Д. М. Коновалюк. Київ: УМКВО, 1991. — 199 с.
- Г. А. Хайліс. Основи теорії та розрахунку сільськогосподарських машин. Київ: Видавництво УСХА, 1992. — 240 с.
- Г. А. Хайліс. Дослідження сільськогосподарської техніки та обробка дослідних даних / Г. А. Хайліс, М. М. Ковальов. М.: Колос, 1994. — 168 с.
- Г. А. Хайліс. Механіка рослинних матеріалів. Київ: Українська академія аграрних наук (УААН), 1994. — 334 с.; 2-е видання — Київ: Українська академія аграрних наук (УААН), 2002. — 376 с.
- Сільськогосподарські матеріали (види, склад, властивості) / Н. Г. Ковальов, Г. А. Хайліс, М. М. Ковальов. М., 1998. — 206 с.